# 翟家镇
翟家镇，是中华人民共和国山東省德州市临邑县下辖的一个乡镇级行政单位。

## 行政区划
翟家镇下辖以下地区：
翟家社区村、赵家社区村、四合社区村、于家社区村、祝家社区村、高家社区村、李家社区村、谢家社区村、宫家社区村、韩家社区村、马家社区村和黄集社区村。